# NASCAR Advance Auto Parts Weekly Series

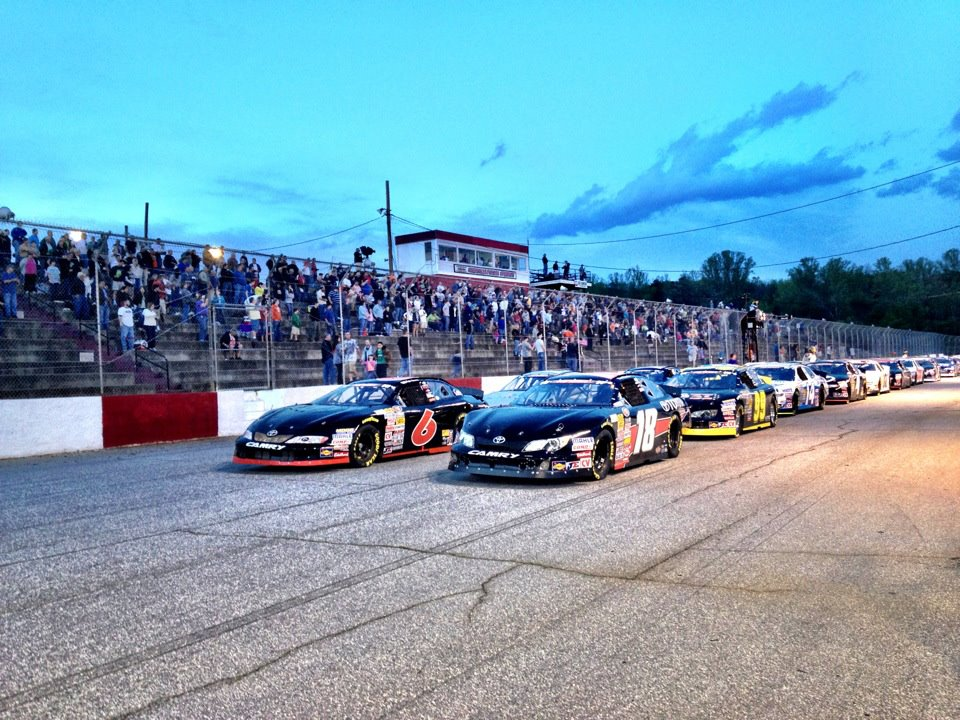
Whelen All-American Series en 2012

La NASCAR Advance Auto Parts Weekly Series (antes Whelen All-American Series, Winston Racing Series y Dodge Weekly Series) es un campeonato de automovilismo de velocidad semiprofesional de la NASCAR que unifica las distintas carreras de stock cars a lo ancho de Estados Unidos. Se disputa desde el año 1982.

## Historia
Se ve comúnmente como el nivel más bajo de competición con un NASCAR, y es así el punto de entrada para los conductores novatos. Las pistas que participan en la serie semanal se dividen aleatoriamente entre cuatro divisiones. Porque la serie semanal no es una división que viaja, la proximidad geográfica de las pistas es pequeña. En 2005 la serie semanal se convirtió en la primera serie NASCAR elegida para tener una presencia permanente fuera de los Estados Unidos, como pistas en Santo-Eustache, Quebec, Delaware, Ontario, y Edmonton.
Pueden conducir una variedad amplia de automóviles y el sistema de puntuación es complejo. Los puntos se conceden primero para la posición que acaba según reglas de NASCAR, con los puntos de la prima agregados para las marcas, contra los campos de 15 coches o mayores (los puntos dobles para los campos de 25 o más). Solamente los 16 resultados superiores de una temporada cuentan para un piloto. Cada una de las cuatro coronas de las divisiones es un campeón de división. Las pistas que participan son todas cortas, extendiéndose a partir de 1/4 milla a 5/8 milla.